# Église Saint-Firmin de Millencourt
Ne doit pas être confondu avec Église Saint-Firmin de Vaux-en-Amiénois ou Église Saint-Firmin de Thieulloy-la-Ville.
L'église Saint-Firmin est une église située à Millencourt, dans le département de la Somme, non loin d'Albert.

## Historique
L'église Saint-Firmin de Millencourt a été reconstruite au début du XIXe siècle, elle est dédiée au saint patron du diocèse d'Amiens, saint Firmin. Elle a été restaurée grâce aux largesses du marquis de Lameth, propriétaire dans la commune, à la fin du XIXe siècle.
Le plan du cadastre napoléonien (1829) représente un édifice précédemment situé sur le même emplacement que l'actuel. Il est composé au moins d'une nef, précédée d'un clocher, et terminé par une abside à trois pans.

## Caractéristiques
L'église de Millencourt de style néo-classique est construite en brique, elle est couverte d'ardoises. Elle est composée d'une nef à bas-côtés et d'un chœur à chevet plat. La façade, rectangulaire, d'une très grande sobriété est percée d'un porche à encadrement de pierre. Les angles de la façade sont également en pierre. Elle est terminée, dans sa partie supérieure par un fronton triangulaire surmonté par un clocher quadrangulaire recouvert d'un essentage ardoises.

## Photos

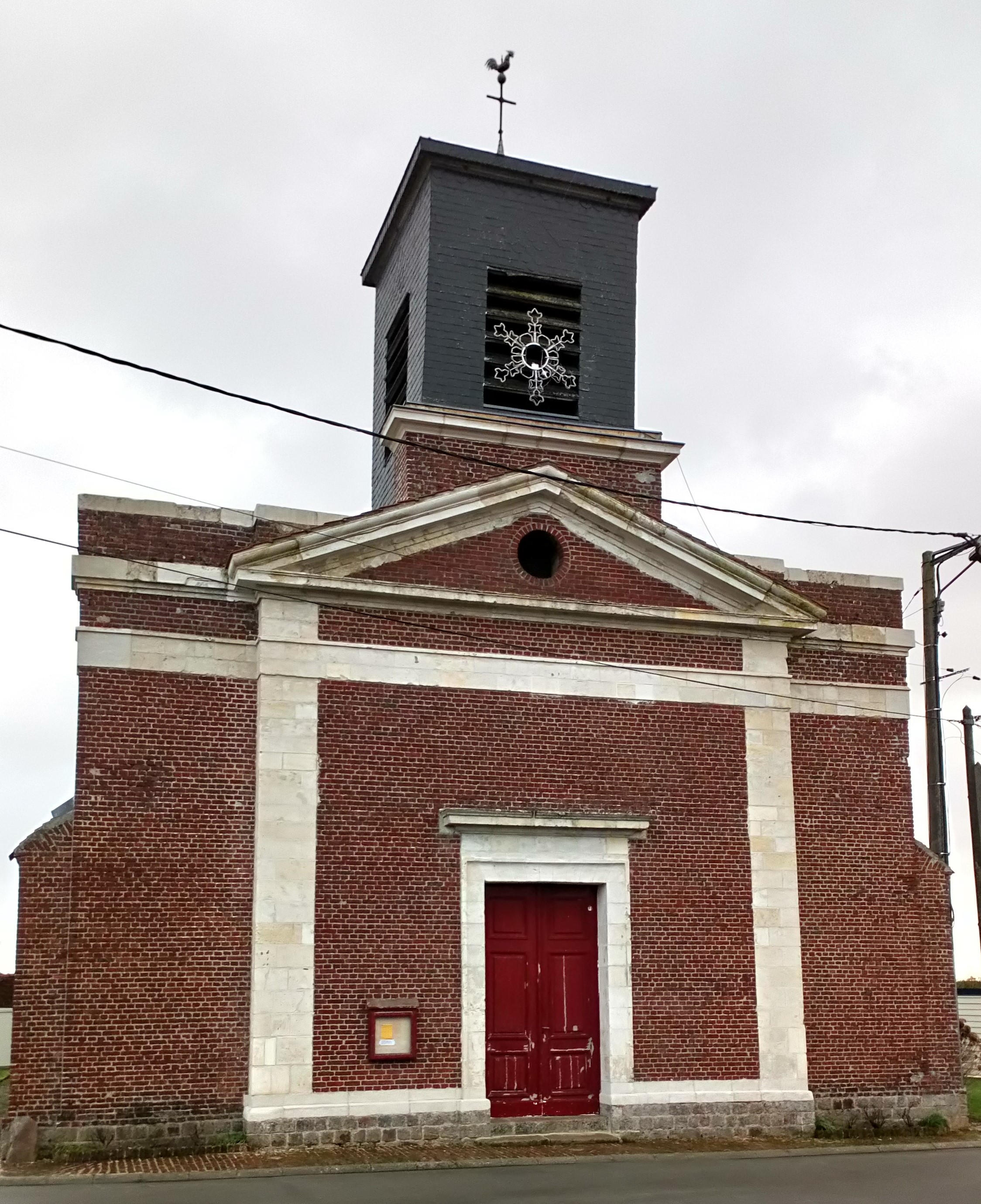
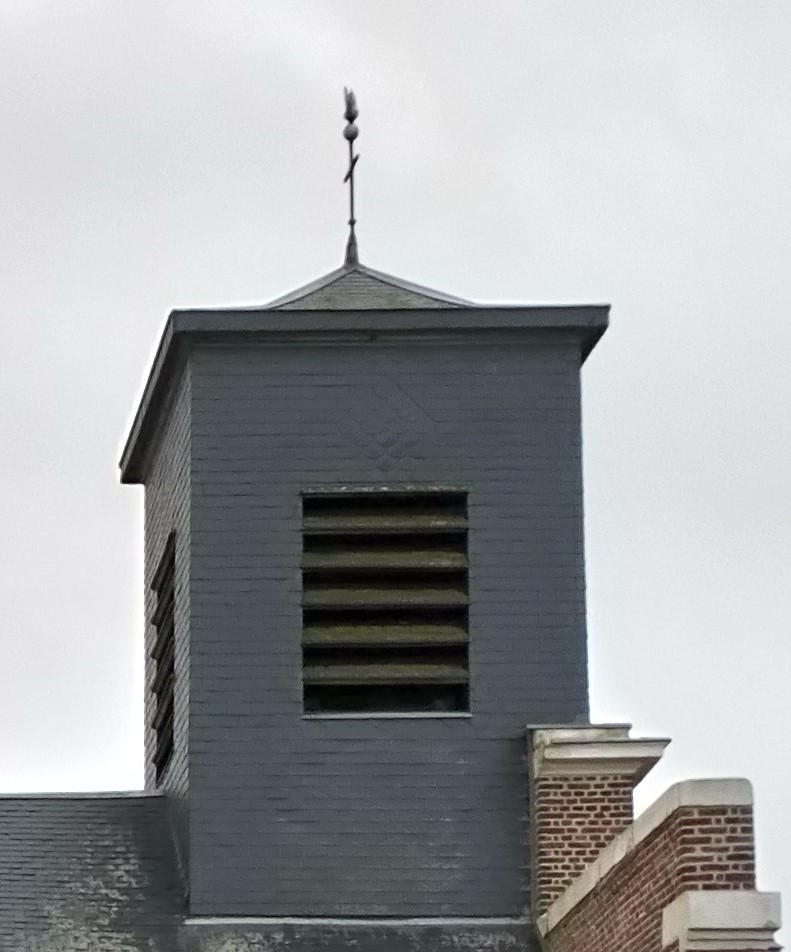